# National Board of Review de Melhor Atriz Coadjuvante
O National Board of Review de Melhor Atriz Coadjuvante é um dos prêmios de filmes anuais estabelecidos pela National Board of Review.

## Vencedoras

### Anos 1950
- 1954 - Nina Foch (Executive Suite)
- 1955 - Marjorie Rambeau (A Man Called Peter)
- 1956 - Debbie Reynolds (The Catered Affair)
- 1957 - Sybil Thorndike (The Prince and the Showgirl)
- 1958 - Kay Walsh (The Horse's Mouth)
- 1959 - Edith Evans (The Nun's Story)

### Anos 1960
- 1960 - Shirley Jones (Elmer Gantry)
- 1961 - Ruby Dee (A Raisin in the Sun)
- 1962 - Angela Lansbury (All Fall Down) / (The Manchurian Candidate)
- 1963 - Margaret Rutherford (The V.I.P.s)
- 1964 - Edith Evans (The Chalk Garden)
- 1965 - Joan Blondell (The Cincinnati Kid)
- 1966 - Vivien Merchant (Alfie)
- 1967 - Marjorie Rhodes (The Family Way)
- 1968 - Virginia Maskell (Interlude)
- 1969 - Pamela Franklin (The Prime of Miss Jean Brodie)

### Anos 1970
- 1970 - Karen Black (Five Easy Pieces)
- 1971 - Cloris Leachman (The Last Picture Show)
- 1972 - Marisa Berenson (Cabaret)
- 1973 - Sylvia Sidney (Summer Wishes, Winter Dreams)
- 1974 - Valerie Perrine (Lenny)
- 1975 - Ronee Blakley (Nashville)
- 1976 - Talia Shire (Rocky)
- 1977 - Diane Keaton (Annie Hall)
- 1978 - Angela Lansbury (Death on the Nile)
- 1979 - Meryl Streep (Kramer vs. Kramer) / (Manhattan) / (The Seduction of Joe Tynan)

### Anos 1980
- 1980 - Eva Le Gallienne (Resurrection)
- 1981 - Mona Washbourne (Stevie)
- 1982 - Glenn Close (The World According to Garp)
- 1983 - Linda Hunt (The Year of Living Dangerously)
- 1984 - Sabine Azéma (A Sunday in the Country)
- 1985 - Anjelica Huston (Prizzi's Honor)
- 1986 - Dianne Wiest (Hannah and Her Sisters)
- 1987 - Olympia Dukakis (Moonstruck)
- 1988 - Frances McDormand (Mississippi Burning)
- 1989 - Mary Stuart Masterson (Immediate Family)

### Anos 1990
- 1990 - Winona Ryder (Mermaids)
- 1991 - Kate Nelligan (Frankie and Johnny)
- 1992 - Judy Davis (Husbands and Wives)
- 1993 - Winona Ryder (The Age of Innocence)
- 1994 - Rosemary Harris (Tom & Viv)
- 1995 - Mira Sorvino (Mighty Aphrodite)
- 1996 - Juliette Binoche (The English Patient) / Kristin Scott Thomas (Katharine Clifton)
- 1997 - Anne Heche (Donnie Brasco) / Wag the Dog
- 1998 - Christina Ricci (The Opposite of Sex)
- 1999 - Julianne Moore (Magnolia) / (A Map of the World) / (An Ideal Husband)

### Anos 2000
- 2000 - Lupe Ontiveros (Chuck & Buck)
- 2001 - Cate Blanchett (The Lord of the Rings: The Fellowship of the Ring) / (The Man Who Cried) / The Shipping News)
- 2002 - Kathy Bates (About Schmidt)
- 2003 - Patricia Clarkson (Pieces of April) / (The Station Agent)
- 2004 - Laura Linney (Kinsey)
- 2005 - Gong Li (Memoirs of a Geisha)
- 2006 - Catherine O'Hara (For Your Consideration)
- 2007 - Amy Ryan (Gone Baby Gone)
- 2008 - Penélope Cruz (Vicky Cristina Barcelona)
- 2009 - Anna Kendrick (Up in the Air)

### Anos 2010
- 2010 - Jacki Weaver (Animal Kingdom)
- 2011 - Shailene Woodley (The Descendants)
- 2012 - Ann Dowd (Compliance)
- 2013 - Octavia Spencer (Fruitvale Station)
- 2014 - Jessica Chastain (A Most Violent Year)
- 2015 - Jennifer Jason Leigh (The Hateful Eight)
- 2016 - Naomie Harris (Moonlight)
- 2017 - Laurie Metcalf (Lady Bird)
- 2018 - Regina King (If Beale Street Could Talk)
- 2019 - Kathy Bates (Richard Jewell)

### Anos 2020
- 2020 - Youn Yuh-jung (Minari)
- 2021 - Aunjanue Ellis (King Richard)
- 2022 - Janelle Monáe (Glass Onion: A Knives Out Mystery)
- 2023 - Da'Vine Joy Randolph (The Holdovers)
- 2024 - Elle Fanning (A Complete Unknown)